# Expurse of Sodomy
Expurse of Sodomy è un extended play (EP) del gruppo thrash metal tedesco Sodom, pubblicato nel 1987. Le tracce verranno successivamente incluse nella versione Europea di Persecution Mania, pubblicata su CD.

## Tracce
1. Sodomy & Lust – 5:10
2. The Conqueror – 3:38
3. My Atonement – 6:02

## Formazione
- Tom Angelripper - voce, basso
- Frank Blackfire - chitarra
- Chris Witchhunter - batteria